# T.N.T. (álbum)
T.N.T. é o segundo álbum de estúdio da banda de rock australiana AC/DC. Levou apenas três semanas para ser gravado e seu sucesso foi tamanho que a gravadora se interessou em lançá-lo no mercado internacional. Com a excelente aceitação do público, Malcolm Young e Bon Scott tiveram que convencer aos outros membros da banda de que seria melhor que se mudassem para a Inglaterra. Assim sendo, em fevereiro de 1976 eles estavam morando numa casa no subúrbio londrino de Barnes, onde apesar de pouco conforto, podiam tocar até altas horas e no volume que quisessem.
Levou pouco tempo desde a mudança até eles começarem a tocar nos mais famosos clubes de Londres, dos quais o que mais se destaca é o Marquee Club (um templo do rock que já foi palco de grandes bandas desde Rolling Stones até o Sepultura). Na faixa de abertura, Bon Scott toca um solo de Gaita de Fole, instrumento o qual ele aprendeu a tocar na Escócia, quando jovem.

## Lista de faixas
1. It's a Long Way to the Top (If You Wanna Rock 'n' Roll) – 5:15
2. "Rock ‘N’ Roll Singer" – 5:04
3. "The Jack" – 5:52
4. "Live Wire" – 5:49
5. "T.N.T." – 3:35
6. "Rocker" – 2:51
7. "Can I Sit Next to You Girl" (Young, Young) – 4:12
8. "High Voltage" – 4:22
9. "School Days" (Chuck Berry) – 5:21

| Críticas profissionais            | Críticas profissionais |
| Avaliações da crítica             | Avaliações da crítica  |
| Fonte                             | Avaliação              |
| --------------------------------- | ---------------------- |
| Allmusic                          | [ 1 ]                  |
| The Encyclopedia of Popular Music | [ 2 ]                  |

## Paradas de fim de ano
| País/Parada (1976)            | Posição fixada |
| ----------------------------- | -------------- |
| Austrália (Kent Music Report) | 15             |